# Погост (Зачачьевское сельское поселение, Ныкола)
Погост — деревня в Холмогорском районе Архангельской области.

## География
Находится в центральной части Архангельской области на расстоянии приблизительно 19 км на юг-юго-восток по прямой от села Емецк на левобережье реки Северная Двина.

## История
Деревня входит в группу деревень Ныкола. Упоминается с 1667 года, когда здесь была построена Рождественская церковь. В советское время работали колхозы «Маяк» и «Красный Север», совхоз «Емецкий». До 2015 года входила в Зачачьевское сельское поселение, с 2015 по 2022 в Емецкое сельское поселение до его упразднения.

## Население
Численность населения: 16 человек (русские 94 %) в 2002 году, 15 в 2019.